# 日本の乗り物に関する資格一覧
日本の乗り物に関する資格一覧（にほんののりものにかんするしかくいちらん）は、日本国内で実施されている、乗り物（建設機械や作業機械等を含む）の操作・運転・運行・操舵・操船・操縦・運航・整備等に関する、資格試験の名称を一覧としたものである。

## 国家資格

### 自動車
- 【道路交通法】
  - 日本の運転免許
  - 指定自動車教習所指導員
  - 駐車監視員
- 【道路運送車両法】
  - 整備管理者
  - 自動車整備士
  - 自動車整備主任者
  - 自動車検査員
- 【道路運送法、貨物自動車運送事業法】
  - 運行管理者
- 【職業能力開発促進法】
  - 職業訓練指導員 (自動車製造科)
  - 職業訓練指導員 (自動車整備科)
  - 職業訓練指導員 (自動車車体整備科)

### 鉄道
- 【鉄道営業法、軌道法】
  - 動力車操縦者
- 【職業能力開発促進法】
  - 鉄道車両製造・整備技能士
  - 職業訓練指導員 (鉄道車両科)

### 船舶
- 【船舶職員及び小型船舶操縦者法】
  - 海技従事者
    - 海技士
    - 小型船舶操縦士

  - 登録小型船舶教習所教員
  - 登録小型船舶教習所修了審査員
  - 小型船舶教習所試験員
- 【水先法】
  - 水先人
- 【船舶職員及び小型船舶操縦者法】
  - 救命艇手
  - 限定救命艇手
- 【港則法】
  - 専従警戒要員
  - 警戒業務管理者
- 【遊漁船業の適正化に関する法律】
  - 遊漁船業務主任者
- 【港湾運送事業法】
  - 検数人
  - 鑑定人
  - 検量人
- 【職業能力開発促進法】
  - 職業訓練指導員 (造船科)

### 航空
- 【航空法】
  - 航空従事者
    - 定期運送用操縦士
    - 事業用操縦士
    - 自家用操縦士
    - 航空士
    - 航空機関士
    - 航空通信士
    - 航空整備士
    - 航空運航整備士
    - 航空工場整備士

  - 運航管理者
  - 確認主任者
- 【航空機製造事業法】
  - 航空工場検査員
- 【職業能力開発促進法】
  - 職業訓練指導員 (航空機製造科)
  - 職業訓練指導員 (航空機整備科)

### 建設機械等
- 【建設業法】
  - 建設機械施工技士
- 【職業能力開発促進法】
  - 建設機械整備技能士
  - 職業訓練指導員 (建設機械科)
  - 職業訓練指導員 (建設機械運転科)
  - 職業訓練指導員 (クレーン科)
  - 職業訓練指導員 (フォークリフト科)
  - 職業訓練指導員 (港湾荷役科)
- 【労働安全衛生法】
  - クレーン・デリック運転士
  - 移動式クレーン運転士
  - 揚貨装置運転士
  - 技能講習による資格、特別教育による資格
    - フォークリフト運転者
    - ショベルローダー等運転者
    - 不整地運搬車運転者
    - 高所作業車運転者
    - 車両系建設機械運転者
    - 非自走式基礎工事用建設機械運転者
    - 締固め用機械運転者
    - 車両系建設機械運転者
    - 玉掛作業者
    - ボーリングマシン運転者
    - ジャッキ式つり上げ機械運転者
    - 巻上げ機運転者
    - 軌道装置動力車運転者
    - 建設用リフト運転士
    - ゴンドラ操作者
    - 研削といし取替試運転作業者
    - 立木の伐木作業者
    - チェーンソー作業者
    - 機械集材装置運転者
    - 産業用ロボットへの教示等作業者
    - 産業用ロボットの検査等の作業者
    - プレス金型取替作業者
    - 特殊化学設備作業者
    - タイヤの空気充填作業者
    - 振動工具取扱作業者
    - 刈払機取扱作業者
    - 自主検査者
    - プレス機械作業主任者
    - 木材加工用機械作業主任者
    - コンクリート破砕器作業主任者
    - 乾燥設備作業主任者

## 民間資格
- 中古自動車査定士（日本自動車査定協会）
- 洗車検定（日本自動車洗車協会）
- 安全運転能力検定（安全運転推進協会）
- 自転車運転免許（自治体の認定）
- 自転車安全整備士（日本交通管理技術協会）
- 自転車技士（日本車両検査協会）
- マリン整備士（尾道海技学院）
- 舶用機関整備士（日本舶用機関整備協会）
- 船舶電装士（日本船舶電装協会）
- 海上起重作業管理技士（日本海上起重技術協会）
- 中古艇評価士（日本中古艇協会）